# آرویتو
آرویتو (به اسپانیایی: Arroyito) یک منطقهٔ مسکونی در آرژانتین است که در San Justo Department, Córdoba واقع شده‌است. آرویتو ۲۰ کیلومتر مربع مساحت و ۲۲٬۱۴۷ نفر جمعیت دارد و ۱۵۵٫۷ متر بالاتر از سطح دریا واقع شده‌است.

## خواهرخوانده
شهر ورتزوئولو خواهرخواندهٔ آرویتو هست.